# Sellingerbeetse
Sellingerbeetse (52° 56′ N, 7° 05′ L) é uma cidade dos Países Baixos, na província de Groninga. Sellingerbeetse pertence ao município de Westerwolde, e está situada a 21 km, a nordeste de Emmen.
A área de Sellingerbeetse, que também inclui as partes periféricas da cidade, bem como a zona rural circundante, tem uma população estimada em 210 habitantes.